# Xanthomixis tenebrosa
Il bulverde fosco o tetraka bruno (Xanthomixis tenebrosa (Stresemann, 1925)) è un uccello passeriforme della famiglia Bernieridae.

## Etimologia
Il nome scientifico della specie, tenebrosa, è un riferimento alla livrea più scura e sobria rispetto agli altri tetraka: il suo nome comune altro non è che la traduzione di quello scientifico.

## Descrizione

### Dimensioni
Misura 14–15 cm di lunghezza, per 21,4 g di peso.

### Aspetto
Si tratta di uccelletti dall'aspetto robusto, muniti di grossa testa arrotondata, caratteristico becco sottile e appuntito con mandibola inferiore lievemente convessa nella sua parte centrale, ali arrotondate e coda dall'estremità arrotondata.
Il piumaggio è dominato dalle tonalità del verde oliva, più tendente al bruno su fronte, vertice, guance, dorso, sottocoda, ali e coda (con queste ultime due parti più scure e tendenti al bruno-nerastro) e più chiaro e tendente al verde-giallastro su petto e ventre, mentre la gola ed il cerchio perioculare sono di colore giallo.
Il becco è di colore nerastro superiormente e rosa-arancio con punta nerastra inferiormente, gli occhi sono di colore bruno scuro e le zampe sono di color carnicino-arancio.

## Biologia
Si tratta di uccelletti diurni e moderatamente gregari, che si muovono in gruppetti familiari composti da una coppia e dai giovani dell'ultima nidiata, i quali non di rado si aggregano a stormi misti con altre specie dalle abitudini di vita affini: questi animali passano la maggior parte della giornata al suolo alla ricerca di cibo, rifugiandosi poi nel folto della vegetazione cespugliosa per passare la notte al sicuro.

### Alimentazione
Il tetraka fosco è un uccello insettivoro, che si nutre di una gran varietà d'insetti ed altri piccoli invertebrati, nonché delle loro larve, reperendo il cibo fra le foglie cadute, i detriti o gli alberi morti.

### Riproduzione
Mancano informazioni di sorta circa la riproduzione di questi uccelli, che tuttavia non deve differire in maniera significativa da quanto osservabile fra gli altri tetraka.

## Distribuzione e habitat
Il tetraka bruno è endemico del Madagascar, del quale abita una stretta fascia lungo la costa nord-orientale dell'isola, da Marojejy a Zahamena, con i presunti avvistamenti nella penisola di Masoala, Analamazaotra e Ranomafana che devono essere ancora verificati.
L'habitat di questi uccelli è rappresentato dalla foresta pluviale sempreverde fino a 900 m di quota.

## Tassonomia
Tradizionalmente ritenuto molto affine al tetraka dagli occhiali, i recenti studi a livello molecolare hanno evidenziato che il tetraka bruno rappresenta in realtà un taxon fratello rispetto al genere Crossleyia, al quale viene ascritto da alcuni autori.